# Galaxia espiral

Imagen de la galaxia espiral M81 en la que se puede observar polvo interestelar.

Una galaxia espiral es un tipo de galaxia de la secuencia de Hubble que se caracteriza por las siguientes propiedades físicas:
- El disco es plano (con posibilidades de alabeo) y está formado por materia interestelar (gas y polvo), estrellas jóvenes de Población I (alta metalicidad) y cúmulos abiertos.
- El bulbo es similar a una galaxia elíptica, conteniendo numerosas estrellas antiguas, llamadas de Población II y con baja metalicidad, y normalmente un agujero negro supermasivo en el centro.

Las galaxias espirales deben su nombre de los brazos luminosos con formación estelar dentro del disco que se prolonga —más o menos logarítmicamente— desde el núcleo central. Aunque a veces son difíciles de percibir, estos brazos las distinguen de las galaxias lenticulares que presentan una estructura de disco pero sin brazos espirales. Son las más abundantes del universo, constituyendo el 70 %.
El disco de las galaxias espirales suele estar rodeado por grandes aureolas esferoides de estrellas de Población II, muchas de las cuales se concentran en cúmulos globulares que orbitan alrededor del centro galáctico. Esta aureola es conocida como halo.
La Vía Láctea es espiral, con una clasificación en la secuencia de Hubble Sbc (posiblemente SBbc; ver galaxia espiral barrada).

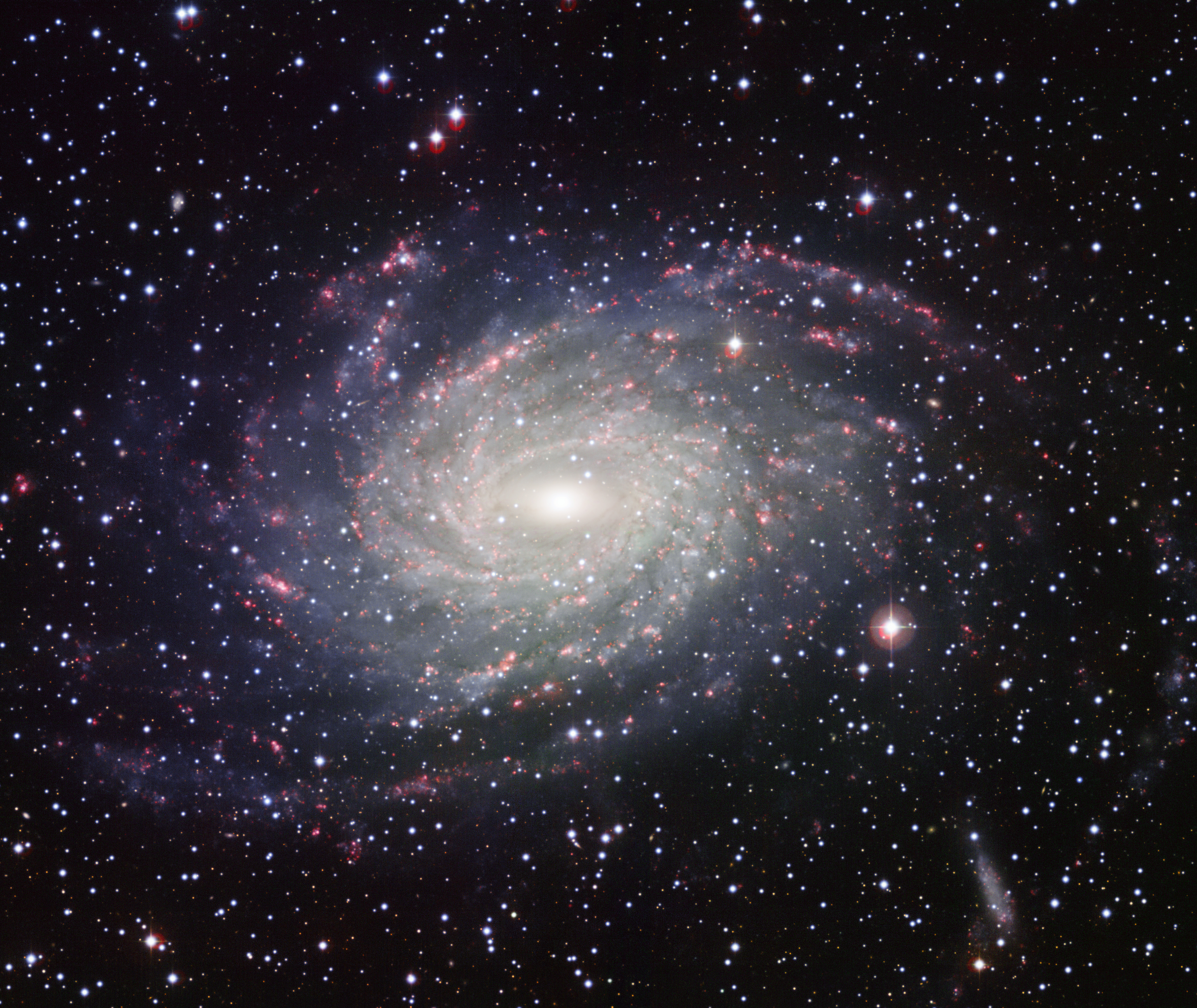
La galaxia espiral NGC 6744, similar a la Vía Láctea.

Los primeros estudios sobre la formación de los brazos espirales corresponden a Bertil Lindblad. Se dio cuenta de que las estrellas no pueden estar organizadas en forma de espiral de manera permanente. Puesto que la velocidad de rotación del disco galáctico varía con la distancia al centro de la galaxia, un brazo radial rápidamente se vería curvado al rotar la galaxia. El brazo, tras unas pocas rotaciones, incrementaría la curvatura enrollándose cada vez más en la galaxia. Esto no es lo que se observa.

Explicación de los brazos de las galaxias espirales.

La primera teoría admisible fue ideada por C. C. Lin y Frank Shu en 1964. Sugirieron que los brazos espirales son manifestaciones de ondas de densidad espirales. Supusieron que las estrellas se desplazan en órbitas ligeramente elípticas y que la orientación de sus órbitas está correlacionada, esto es, las órbitas elípticas varían su orientación, unas de otras, ligeramente con el incremento de la distancia al centro galáctico, tal como se observa en el diagrama. Estas órbitas están más cercanas en algunas áreas presentando el efecto de parecer brazos. Las estrellas no permanecen siempre en la posición en que las vemos, sino que pasan por los brazos al desplazarse en sus órbitas.
Se han propuesto hipótesis alternativas que implican ondas de formación estelar desplazándose por la galaxia; las estrellas brillantes producidas en la formación estelar mueren rápidamente, dejando regiones más oscuras tras la onda y, por tanto, haciendo esta visible.
Las galaxias espirales son colecciones enormes de miles de millones de estrellas, en las que muchas de ellas se agrupan en forma de disco, con un abultamiento esférico central con estrellas en su interior. En el disco existen brazos más luminosos donde se concentran las estrellas más jóvenes y brillantes. Junto con las galaxias irregulares, las galaxias espirales constituyen aproximadamente el 60% de las galaxias del universo actual. Se encuentran principalmente en regiones de baja densidad y son raros en los centros de los cúmulos de galaxias.
Se ha observado que aproximadamente dos tercios de todas las espirales tienen un componente adicional en forma de estructura en forma de barra, que se extiende desde la protuberancia central, en cuyos extremos comienzan los brazos espirales. La proporción de espirales con barras en relación con las espirales sin barras probablemente ha cambiado a lo largo de la historia del universo, con sólo un 10% de barras hace unos 8000 millones de años, a aproximadamente una cuarta parte hace 2.500 millones de años. 5 mil millones de años, hasta el presente, donde más de dos tercios de las galaxias en el universo visible (volumen de Hubble) tienen barras.
La Vía Láctea es una espiral barrada, aunque la barra en sí es difícil de observar desde la posición actual de la Tierra dentro del disco galáctico. Las pruebas más convincentes de que las estrellas forman una barra en el Centro Galáctico proceden de varios sondeos recientes, entre ellos el del Telescopio Espacial Spitzer. 
Junto con galaxias irregulares, las galaxias espirales constituyen aproximadamente el 60% de las galaxias del universo actual. Se encuentran sobre todo en regiones de baja densidad y son poco frecuentes en los centros de los cúmulos de galaxias. 

## Estructura

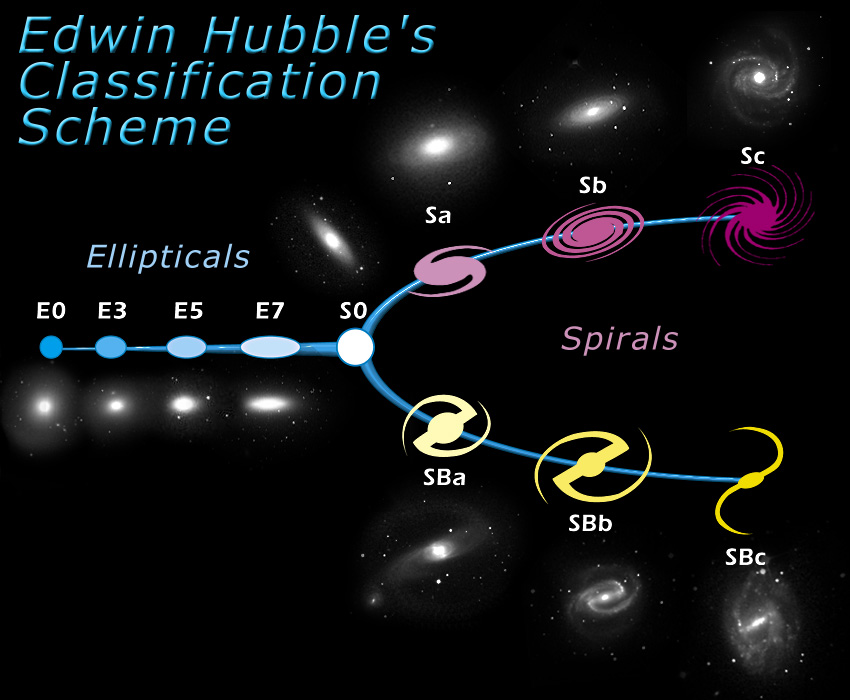
Diagrama estilo tenedor de sintonía de la secuencia de Hubble

Las galaxias espirales pueden estar formadas por varios componentes distintos:
- Un disco plano y giratorio de estrellas y materia interestelar del que los brazos espirales son componentes prominentes.
- Un Bulbo galáctico estelar central de estrellas principalmente más viejas, que se asemeja a una galaxia elíptica.
- Una distribución de estrellas en forma de barra
- Un halo casi esférico de estrellas, muchas de ellas en cúmulos globulares
- Un agujero negro supermasivo en el centro de la protuberancia central.
- Un halo casi esférico de materia oscura.

La importancia relativa, en términos de masa, brillo y tamaño, de los distintos componentes varía de una galaxia a otra.

### Brazos en espiral

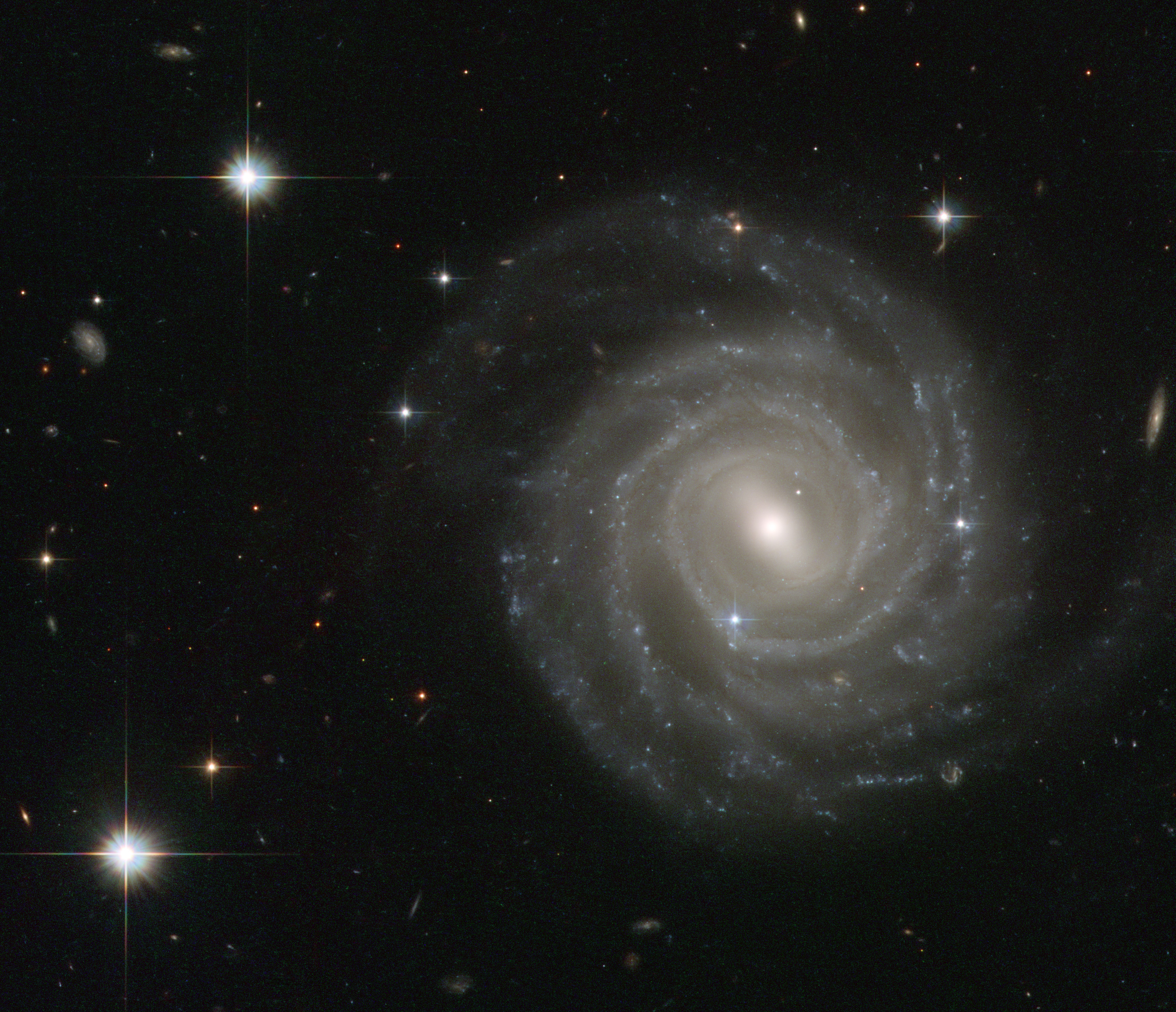
Galaxia espiral barrada UGC 12158

Los brazos espirales son regiones de estrellas que se extienden desde el centro de galaxias espirales barradas y galaxias espirales no barradas. Estas largas y delgadas regiones se asemejan a una espiral y por ello dan su nombre a las galaxias espirales. Naturalmente, las distintas clasificaciones de galaxias espirales tienen estructuras de brazos distintas. Las galaxias Sc y SBc, por ejemplo, tienen brazos muy «sueltos», mientras que las galaxias Sa y SBa tienen brazos muy apretados (en referencia a la secuencia de Hubble). En cualquier caso, los brazos espirales contienen muchas estrellas jóvenes y azules (debido a la alta densidad de masa y a la elevada tasa de formación estelar), que hacen que los brazos sean tan brillantes.

### Protuberancia
Una protuberancia es un grupo grande y apretado de estrellas. El término se refiere al grupo central de estrellas que se encuentra en la mayoría de las galaxias espirales, a menudo definido como el exceso de luz estelar por encima de la extrapolación hacia el interior de la luz del disco exterior (exponencial).
.

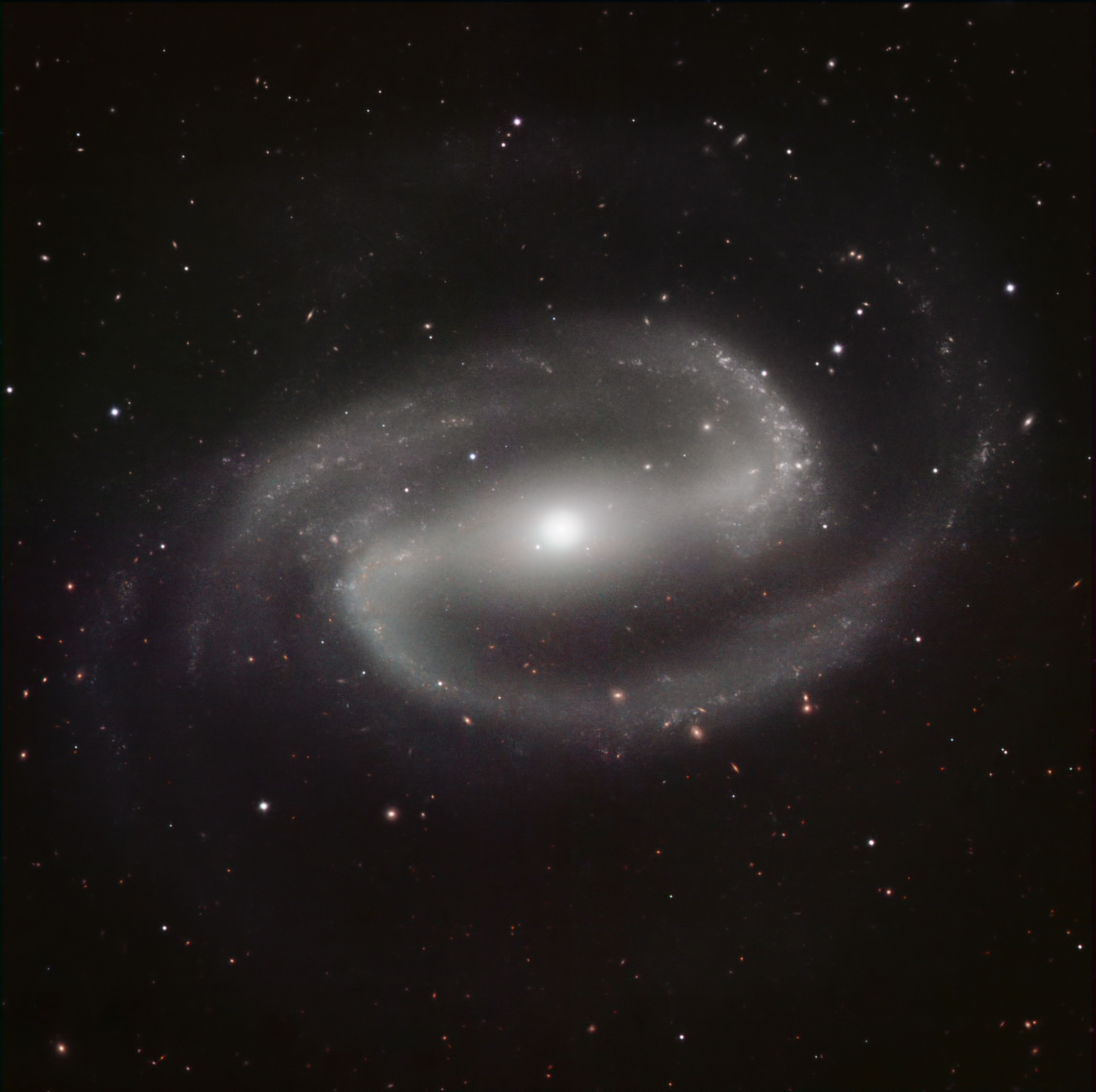
NGC 1300 en luz infrarroja

Según la clasificación de Hubble, el bulbo de las galaxias Sa suele estar compuesto por  estrellas de población II, que son estrellas rojas viejas con bajo contenido en metal. Además, el bulbo de las galaxias Sa y SBa tiende a ser grande. En cambio, los bultos de las galaxias Sc y SBc son mucho más pequeños y están compuestos por  estrellas de la Población I jóvenes y azules. Algunos bultos tienen propiedades similares a las de las galaxias elípticas (reducidas a menor masa y luminosidad); otros simplemente aparecen como centros de mayor densidad de discos, con propiedades similares a las galaxias de disco.
Se cree que muchos bultos albergan un agujero negro supermasivo en sus centros. En nuestra propia galaxia, por ejemplo, se cree que el objeto llamado Sagitario A* es un agujero negro supermasivo. Hay muchas líneas de evidencia de la existencia de agujeros negros en los centros de galaxias espirales, incluyendo la presencia de núcleos activos en algunas galaxias espirales, y mediciones dinámicas que encuentran grandes masas centrales compactas en galaxias como Messier 106.

### Bar

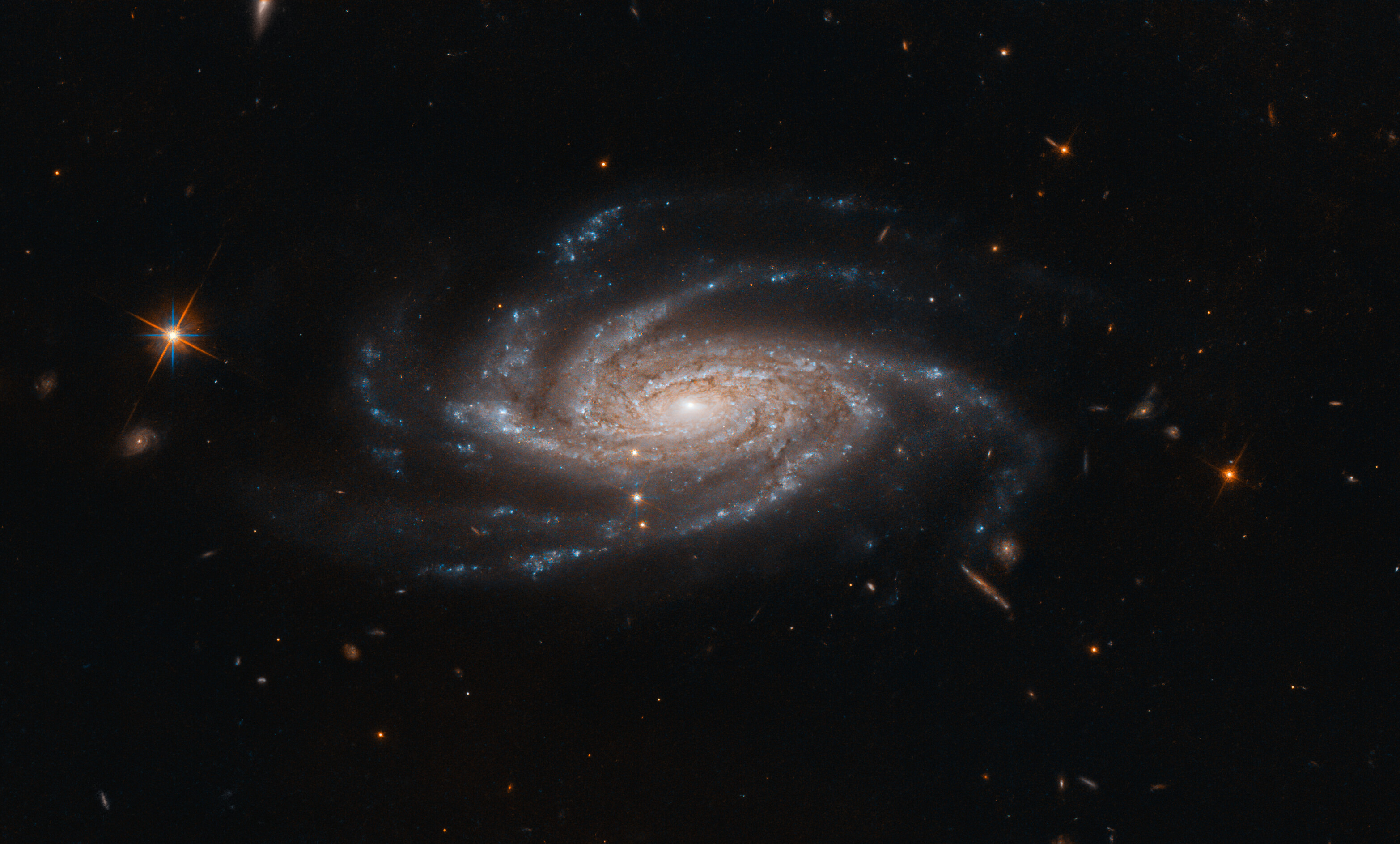
Galaxia espiral NGC 2008

Las elongaciones de estrellas en forma de barra se observan en aproximadamente dos tercios de todas las galaxias espirales. Su presencia puede ser fuerte o débil. En las galaxias espirales (y lenticulares) de borde, la presencia de la barra a veces puede discernirse por las estructuras en forma de X o (cáscara de cacahuete) fuera del plano que suelen tener una visibilidad máxima a la mitad de la longitud de la barra en el plano.

### Esferoide

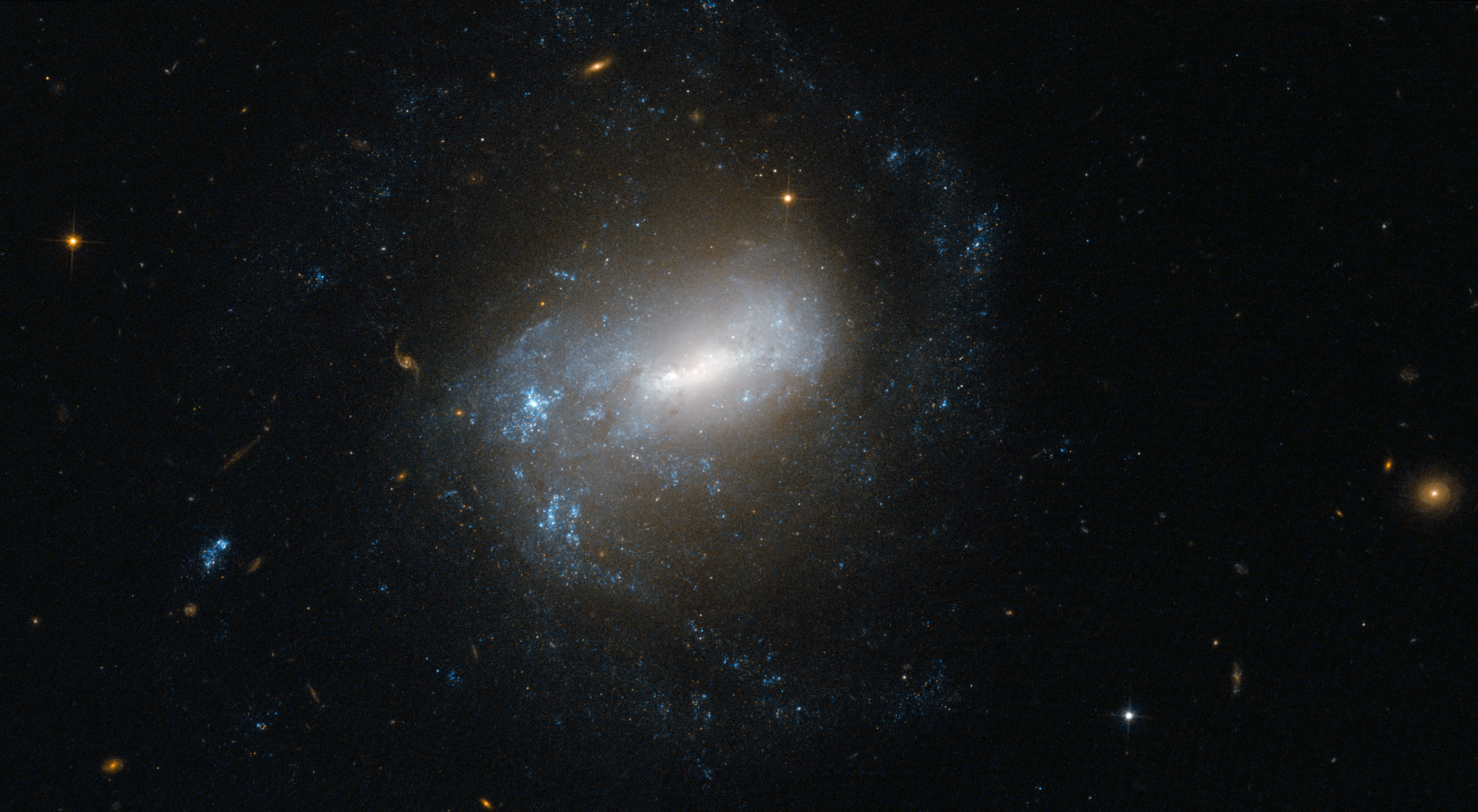
Galaxia espiral NGC 1345

La mayor parte de las estrellas de una galaxia espiral están situadas cerca de un plano único (el plano galáctico) en órbitas circulares más o menos convencionales alrededor del centro de la galaxia (el centro galáctico), o en un  esferoidal abultamiento galáctico alrededor del núcleo galáctico.
Sin embargo, algunas estrellas habitan en un halo esferoidal o esferoide galáctico, un tipo de halo galáctico. El comportamiento orbital de estas estrellas es controvertido, pero pueden presentar órbitas  retrógradas y/o muy inclinadas, o no moverse en órbitas regulares. Las estrellas del halo pueden proceder de pequeñas galaxias que se fusionan con la galaxia espiral; por ejemplo, la Enana Elíptica de Sagitario está en proceso de fusión con la Vía Láctea y las observaciones muestran que algunas estrellas del halo de la Vía Láctea proceden de ella.
.

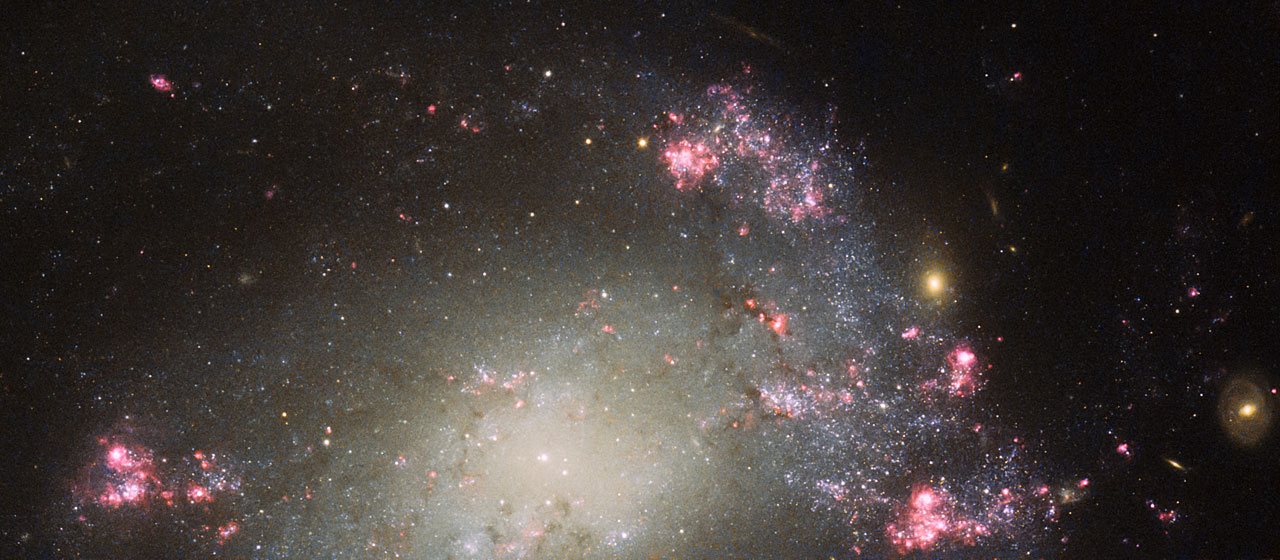
NGC 428, una galaxia espiral barrada situada a unos 48 millones de años luz de la Tierra en la constelación de Cetus

A diferencia del disco galáctico, el halo parece estar libre de polvo, y en mayor contraste, las estrellas del halo galáctico son de  Población II, mucho más viejas y con una metalicidad mucho menor que sus primas de  Población I del disco galáctico (pero similares a las del bulbo galáctico). El halo galáctico también contiene muchos cúmulos globulares.
El movimiento de las estrellas del halo las hace atravesar el disco en ocasiones, y se cree que varias pequeñas enanas rojas cercanas al Sol pertenecen al halo galáctico, por ejemplo Estrella de Kapteyn y Groombridge 1830. Debido a su movimiento irregular alrededor del centro de la galaxia, estas estrellas suelen mostrar un movimiento propio inusualmente alto.

## Curva de rotación y materia oscura

Curva de rotación de una galaxia espiral normal. La línea A representa la curva teórica y la línea B representa la curva experimental. La discrepancia entre las curvas se debe a lo que se ha llamado materia oscura.

Las galaxias espirales presentan una curva de rotación (en adelante CR) experimental muy diferente a las curvas teóricas (fenómeno llamado Conspiración disco-halo). Para que las ecuaciones teóricas (CR keplerianas, como la de los planetas alrededor del Sol) puedan ajustarse a los datos observados, las galaxias espirales necesitarían una masa mucho mayor. Al no haber evidencias observables actualmente de esa masa invisible, se le denominó materia oscura. Este tipo de materia invisible llegaría a ser entre un 50 % y un 90 % de la masa total de la galaxia.
Las características generales de las curvas de rotación son las siguientes:
1. El pico de la CR varía entre 150 y 300 km/s.
2. Las galaxias mayores rotan más rápido.
3. CR sube más bruscamente para las Sa y Sb que para las Sd y Sm.
4. La mayoría de las galaxias de bajo brillo superficial rotan lentamente.
5. Proporción de materia oscura: 50 % en Sa y Sb; entre 80 y 90 % en Sd y Sm. Sólo un límite inferior.

El estudio de estas curvas de rotación es muy importantes porque pueden servir, mediante relaciones experimentales (como la relación Tully-Fisher) para conocer las distancias a la que se encuentran estas galaxias.

## Clasificaciones
Además de mediante la secuencia de Hubble y la presencia o no de una barra central, las galaxias espirales pueden clasificarse según el aspecto de sus brazos. Los astrónomos Debra Melloy Elmegreen y Bruce G. Elmegreen han desarrollado una clasificación de galaxias espirales que tiene doce clases, que van desde el grado 1 que incluye a galaxias espirales con estructura caótica y sin ningún orden hasta el 12, que incluye galaxias con dos brazos muy desarrollados y que dominan la imagen visible (como M81 y M51), también conocidas cómo "espirales de gran diseño", pasando por galaxias cómo NGC 2841 (que se conocen cómo "galaxias espirales floculentas") en la que no existe ninguna estructura espiral bien definida, sino multitud de fragmentos de brazos espirales.
Otro sistema es mediante la tasa de formación estelar que presenten, un sistema introducido por el astrónomo Sydney Van den Bergh. Así, se puede hablar de galaxias espirales normales en las cuales los brazos se resuelven en cúmulos estelares y nebulosas y están bien marcados, y galaxias anémicas, con brazos apenas resolubles y mal definidos al haber una tasa de formación estelar mucho menor.
Investigaciones de cúmulos de galaxias a distancias moderadas han mostrado también un nuevo tipo de galaxia espiral con estructura espiral pero sin formación estelar o casi nula conocida cómo galaxias espirales pasivas, que pueden ser en realidad galaxias anémicas a una distancia mucho mayor que estas. En general, estos dos tipos de galaxia espiral suelen hallarse en cúmulos de galaxias ricos.